# Cintya Santos
Cintya Santos (Niterói, 15 de dezembro de 1986) é uma porta-bandeira do carnaval carioca. Foi agraciada com o Estandarte de Ouro de melhor porta-bandeira do carnaval de 2023, na sua estreia defendendo o pavilhão da Estação Primeira de Mangueira. 
Filha e neta de porta-bandeira que se apresentavam na Viradouro, Cintya cresceu no samba e iniciou a carreira no projeto da Unidos do Porto da Pedra, escola de São Gonçalo. Foi recepcionista, auxiliar de serviços gerais em hospital e faxineira. Teve passagem pelo Acadêmicos do Engenho da Rainha, Unidos da Ponte e Paraíso do Tuiuti. Mas foi na própria Porto da Pedra que estreou como primeira porta-bandeira no carnaval de 2018. Em junho de 2022, foi anunciada como a nova porta-bandeira da Estação Primeira de Mangueira, tendo mestre-sala Matheus Olivério. 
Ao longo da sua trajetória, foi vítima de gordofobia, tendo oportunidades profissionais perdidas por conta do preconceito. Os giros e movimentos fortes do seu bailado, elogiado pela crítica carnavalesca como resgate histórico da dança da porta-bandeira, rendeu apelidos como Cintya 'Furacão'.
Em 2023, Cintya fazia sua estreia no Grupo Especial do Rio de Janeiro e ao lado de Olivério, foram despontuados com a justificativa de "excesso de vigor" na apresentação. Fato que surpreendeu toda a crítica carnavalesca que haviam elegido a performance do casal como uma das melhores do ano. Foi a própria Cintya a agraciada com o Estandarte de Ouro de melhor porta-bandeira daquele ano.

## Carnavais
Abaixo, a lista de carnavais de Cintya e seu desempenho em cada ano.
| Legenda: 0 Nota descartada |

| Ano  | Divisão    | Escola                        | Classificação | Mestre-Sala      | Notas | Notas | Notas | Notas | Ref.   |
| ---- | ---------- | ----------------------------- | ------------- | ---------------- | ----- | ----- | ----- | ----- | ------ |
| 2018 | Série A    | Unidos do Porto da Pedra      | 3.° lugar     | Rodrigo França   | 10    | 10    | 10    | 10    | [ 5 ]  |
| 2019 | Série A    | Unidos do Porto da Pedra      | 3.° lugar     | Rodrigo França   | 9,9   | 9,8   | 9,8   | 9,8   | [ 6 ]  |
| 2020 | Série A    | Unidos do Porto da Pedra      | 3.° lugar     | Rodrigo França   | 9,9   | 10    | 10    | 10    | [ 7 ]  |
| 2022 | Série Ouro | Unidos do Porto da Pedra      | Vice-campeã   | Rodrigo França   | 10    | 10    | 10    | 10    | [ 8 ]  |
| 2023 | Especial   | Estação Primeira de Mangueira | 5.° lugar     | Matheus Olivério | 9,9   | 9,9   | 9,9   | 10    | [ 9 ]  |
| 2024 | Especial   | Estação Primeira de Mangueira | 7.º lugar     | Matheus Olivério | 10    | 10    | 10    | 10    |        |
| 2025 | Especial   | Estação Primeira de Mangueira | 6.º Lugar     | Matheus Olivério | 9.9   | 9.9   | 10    | 10    |        |
| 2026 | Especial   | Estação Primeira de Mangueira |               | Matheus Olivério |       |       |       |       | [ 10 ] |

## Premiações
- Estandarte de Ouro

1. 2023 - Melhor porta-bandeira do Grupo Especial (Mangueira) [11]

- Estrela do Carnaval

1. 2022 - Melhor casal de mestre-sala e porta-bandeira da Série Ouro (com Rodrigo - Porto da Pedra) [12]

- Fala Galera Carna Insta

1. 2024 - Melhor porta-bandeira (Mangueira) [13]

- Gato de Prata

1. 2022 - Melhor casal de mestre-sala e porta-bandeira da Série Ouro (com Rodrigo - Porto da Pedra) [14]

- Plumas & Paetês Cultural

1. 2022 - Melhor porta-bandeira da Série Ouro (Porto da Pedra) [15]

- Prêmio 100% Carnaval

1. 2020 - Melhor porta-bandeira da Série A (Porto da Pedra) [16]
2. 2023 - Revelação do Grupo Especial (Mangueira) [17]

- Prêmio Feras da Sapucaí

1. 2022 - Melhor porta-bandeira da Série Ouro (Porto da Pedra) [18]

- Prêmio SRzd

1. 2018 - Melhor casal de mestre-sala e porta-bandeira da Série A (com Rodrigo - Porto da Pedra) [19]

- S@mba-Net

1. 2019 - Melhor casal de mestre-sala e porta-bandeira da Série A (com Rodrigo - Porto da Pedra) [20]